# Ernst Ludwig Gerber
Ernst Ludwig Gerber (Sondershausen, Turíngia, 29 de setembre de 1746 - 30 de juny de 1819) fou un musicògraf, Lexicògraf i compositor alemany.
Primer fou deixeble del seu pare Heinrich Nicolaus, i després aquest l'envià a Leipzig per estudiar Dret, però el jove Ernst s'aficionà més a la música en aquella ciutat i acabà per dedicar-se exclusivament a l'art. Al principi es donà a conèixer com a violoncelista i el 1775 succeí al seu pare com a organista de la cort de Sondershausen.
El principal títol de glòria de Gerber és la seva obra Historisch-biographisches Lexikon der Tonkünstler (1791-92), molt incompleta a causa de la manca de llibres de consulta, ja que el seu autor hagué de limitar-se a la seva llavors poc nombrosa biblioteca particular, però la seva publicació va atraure l'atenció de les persones cultes, que li enviaren nombrosos materials per a una segona edició, que aparegué en quatre volums i en forma de suplement amb el títol de Neues historisch-biographisches Lexikon der Tonkünstler (1812-1814). Aquestes dues obres assoliren gran difusió, devent-se-li, a més, nombrosos articles, així com algunes composicions per a piano i orgue.
La seva biblioteca fou adquirida per la Societat d'Amics de la Música de Viena, que publicà el catàleg el 1804.